# 顾玉东
顾玉东（1937年10月19日—2025年5月24日），男，满族，山东章丘人，中华人民共和国显微外科专家，中国工程院院士。

## 生平
1961年毕业于上海第一医学院医疗系，获学士学位。後來成為复旦大学上海医学院、华山医院外科学教授、博士生导师，国务院学位委员会委员。1995年当选为中国工程院院士。
2025年5月24日在复旦大学附属华山医院上班時，因突发心梗搶救無效，於當天下午六時病逝。